# Sandersville (Géorgie)
Pour les articles homonymes, voir Sandersville.
La ville  de Sandersville est le siège du comté de Washington, dans l’État de Géorgie, aux États-Unis. Lors du recensement de 2010, sa population s’élevait à 6 097 habitants. Sa population s’élevait à 5 912 habitants lors du recensement de 2010, estimée à 5 700 habitants en 2016.

## Démographie
| 1880  | 1890  | 1900  | 1910  | 1920  | 1930  |
| ----- | ----- | ----- | ----- | ----- | ----- |
| 1 279 | 1 760 | 2 023 | 2 641 | 2 695 | 3 011 |

| 1940  | 1950  | 1960  | 1970  | 1980  | 1990  |
| ----- | ----- | ----- | ----- | ----- | ----- |
| 3 566 | 4 480 | 5 425 | 5 546 | 6 137 | 6 290 |

| 2000  | 2010  | - | - | - | - |
| ----- | ----- | - | - | - | - |
| 6 144 | 5 912 | - | - | - | - |

## Personnalités liées à la ville
- Elijah Muhammad, dirigeant de Nation of Islam, y est né en 1897.
- La chanteuse de blues Georgia White est née à Sandersville en 1903.

## Source
- (en) Cet article est partiellement ou en totalité issu de l’article de Wikipédia en anglais intitulé « Sandersville, Georgia » (voir la liste des auteurs).